# East St. Louis Toodle-Oo
Pour les articles homonymes, voir East Saint Louis et Saint-Louis.
Clip vidéo
[vidéo] « Duke Ellington - East St.Louis Toodle-Oo (1927) », sur YouTube
[vidéo] « Duke Ellington and His Orchestra - East St. Louis Toodle-Oo - Brunswick (1956) », sur YouTube
East Saint Louis Toodle-Oo ou Toodle-O est un standard de jazz de big band américain, composé par Duke Ellington et Bubber Miley,, enregistré sous une douzaine de titres et labels entre 1926 à 1930.

## Historique
Duke Ellington (1899-1974) enregistre son premier Toodle-Oo avec son big band « Washingtonians » chez Vocalion Records (Vo 1064) à New York en novembre 1926, puis le second au début de 1927 chez Brunswick Records (Br 3480) en même temps que ses premiers tubes Hop Head et Down in Our Alley Blues... 

Duke Ellington et son orchestre big band jazz
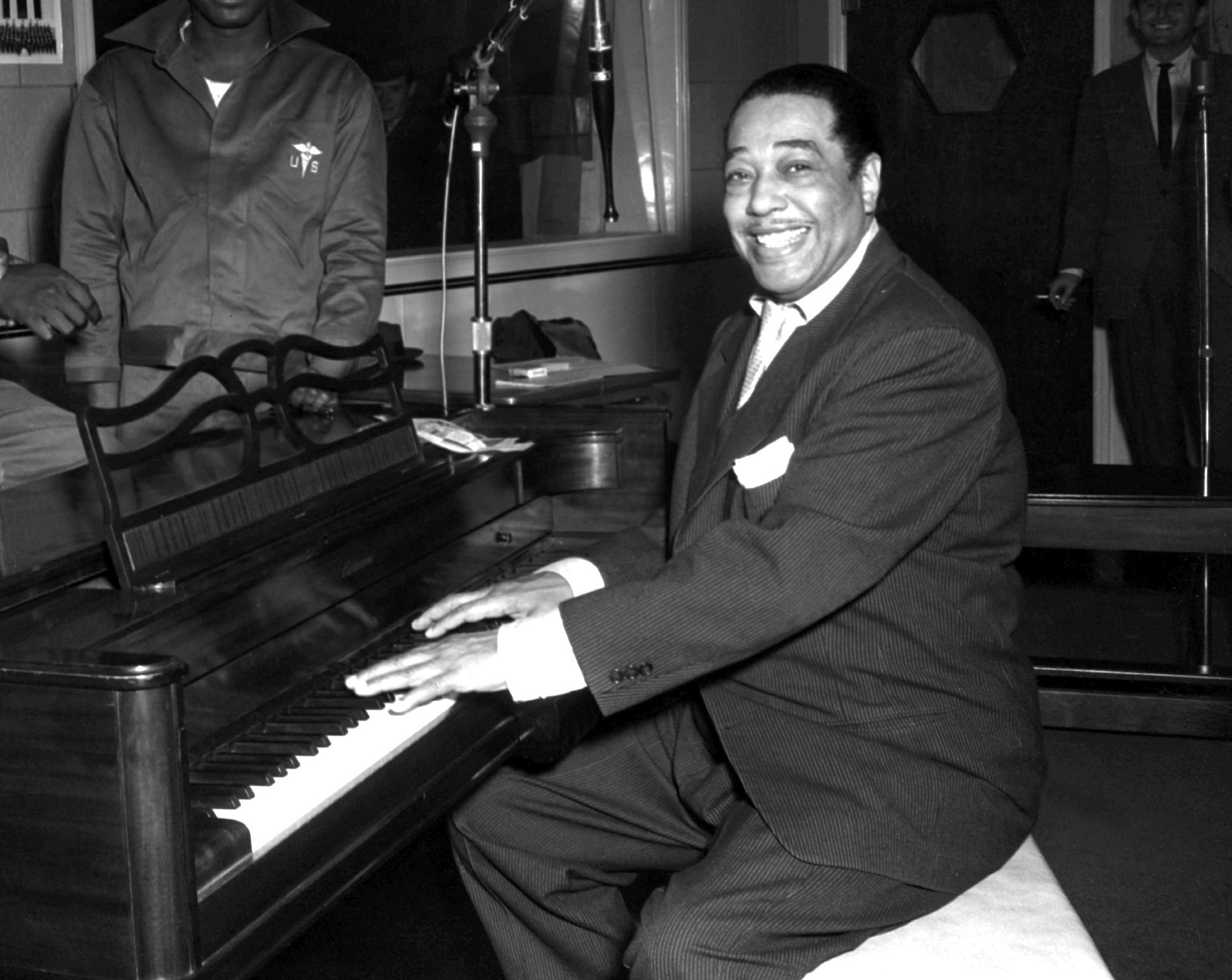
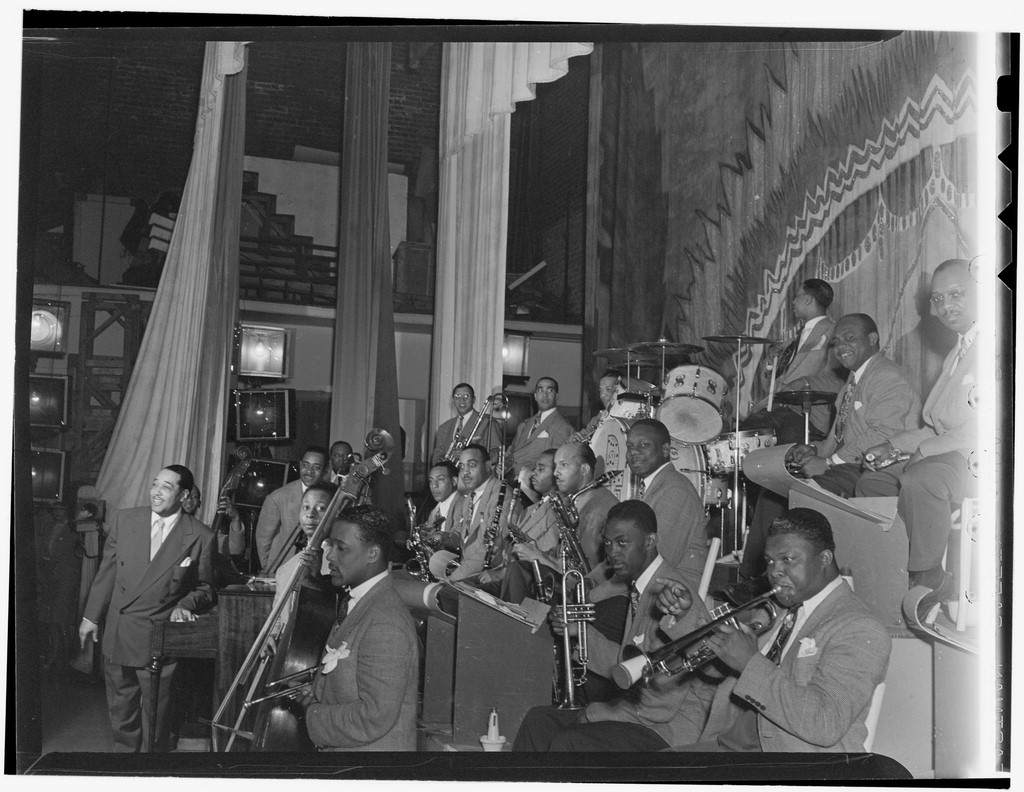
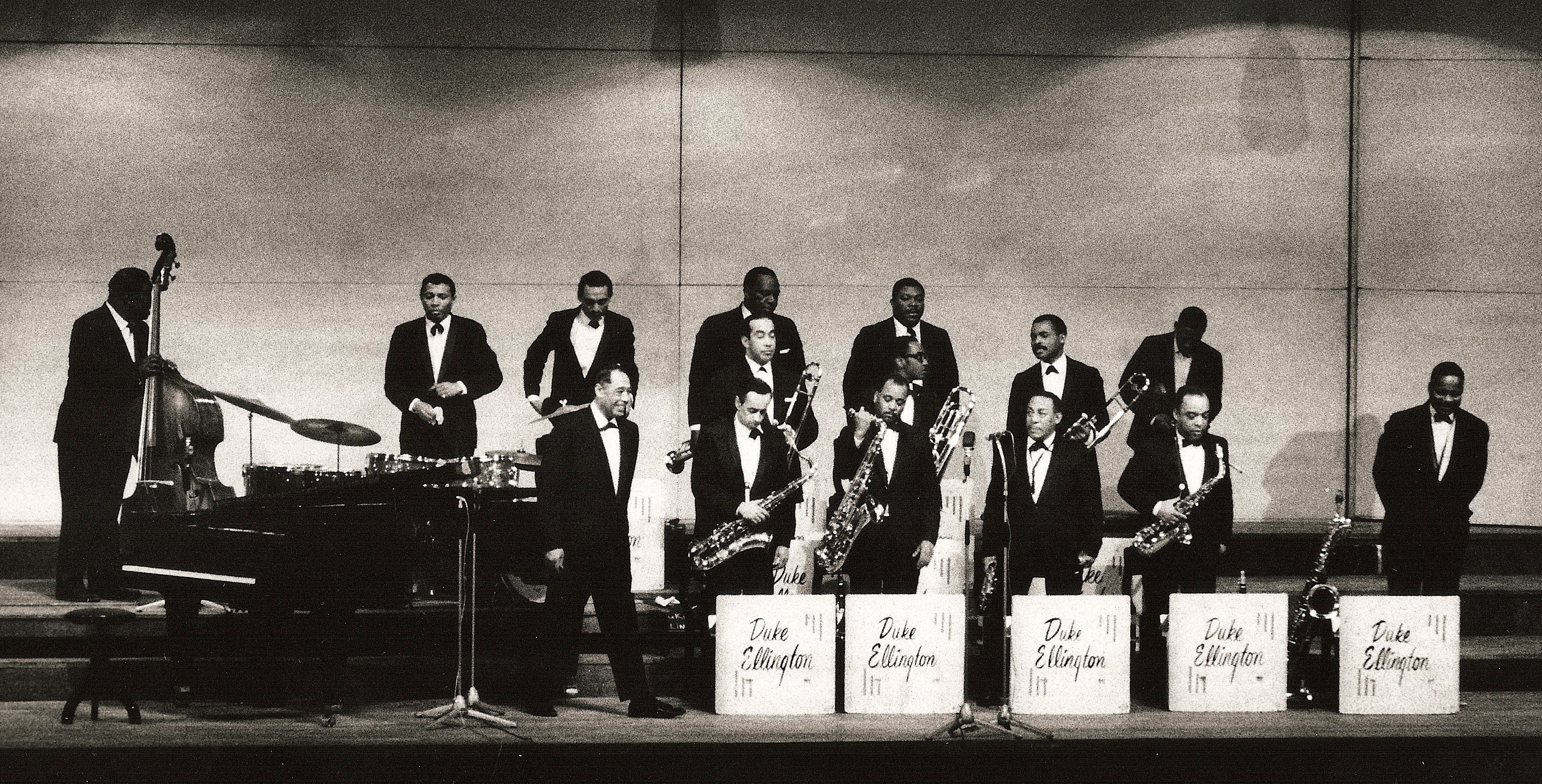

Ce standard de jazz est une des premières compositions de Duke Ellington (avec Creole Love Call (en)) utilisant ses célèbres arrangements signatures emblématiques « Style Jungle » exotique, inspirés du Jazz Nouvelle-Orléans-Dixieland, avec ses « effets Ellington » caractéristiques, dont ses premiers effets wah-wah de sourdines des deux trompettistes Bubber Miley et Joe Nanton de son big band . Ce tube très avant-gardiste du cool jazz est un des premiers succès de sa longue carrière, et de son considérable répertoire (10e position, et quatre semaines dans le hit-parade Billboard américain) avec entre autres Black and Tan Fantasy (1927), Black Beauty, Take It Easy, Hot and Bothered, Diga Diga Doo, The Mooche, I Must Have That Man, Jubilee Stomp (1928), Hop Head, Blues of the Vagabond (1929), Big House Blues (1930), ou It Don't Mean a Thing (If It Ain't Got That Swing) de 1931...

## Reprise
Elle est reprise entre autres par le groupe Steely Dan sur leur album Pretzel Logic de 1974 et se retrouvera dans les compilations de leurs meilleurs succès Greatest Hits (1978) et A Decade of Steely Dan (1985). 

## Cinéma
- 1984 : Cotton Club, de Francis Ford Coppola, avec Richard Gere (musique du film)[8].